# Hiebwaffe

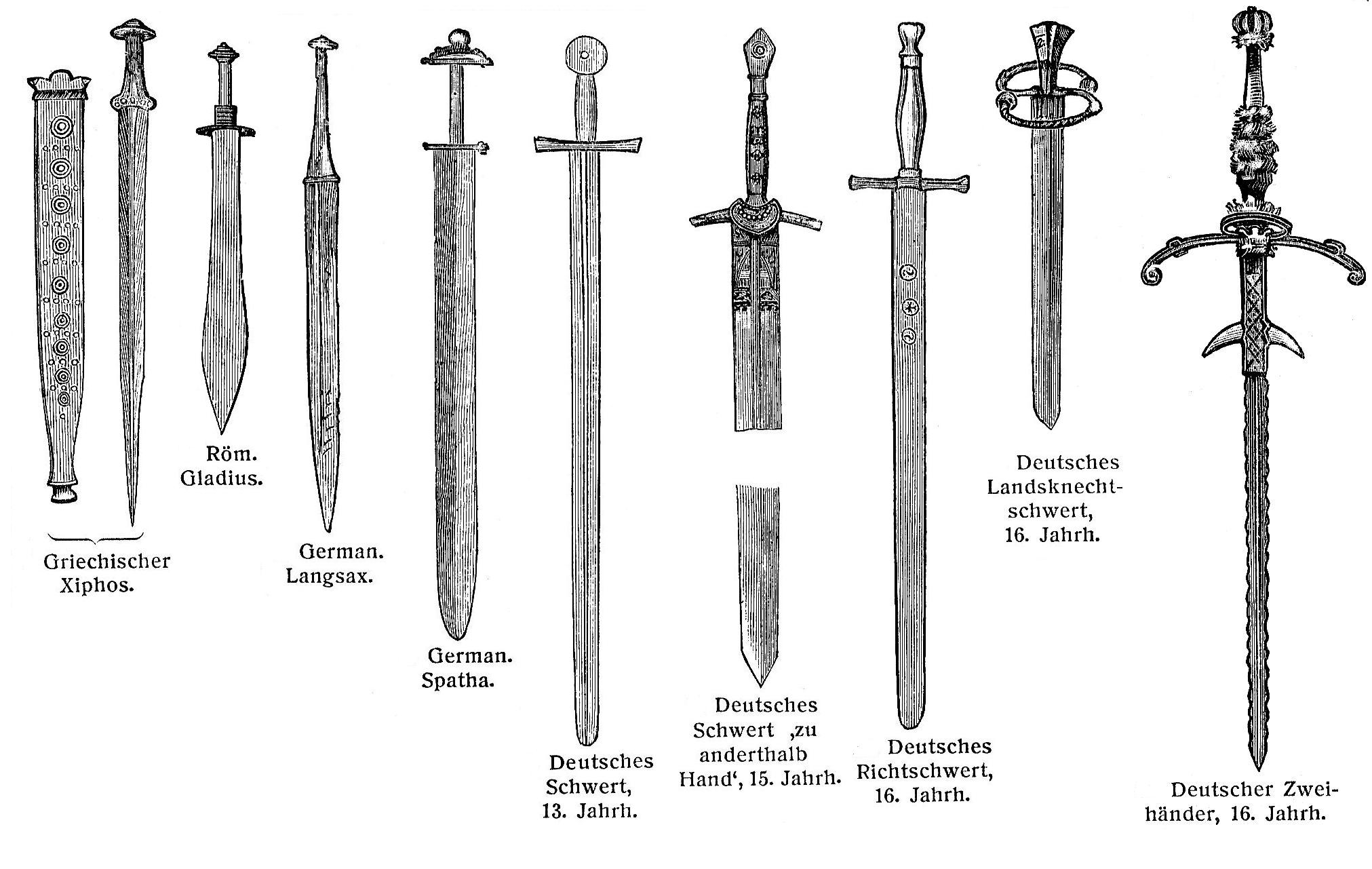
Schwerttypen, eine Gruppe der Hiebwaffen

Hiebwaffe oder Hiebwaffen ist eine Sammelbezeichnung von Hieb- und Stichwaffen mit vorwiegend „hauend spaltender“ oder „spaltend schneidender“ Wirkung.  

## Beschreibung
Eine Hiebwaffe ist eine Klingenwaffe, die hauptsächlich dazu ausgelegt ist, mit einer Schneide die Kraft des Hiebes zu nutzen. Die Wirkungsweise der Klinge durch den Hieb ist spaltend sowie schneidend und ermöglicht Penetration. Hiebwaffen zählen auch zu den Blankwaffen, die mit der Muskelkraft des Besitzers geführt werden.
Hiebwaffen wirken vorwiegend durch die Schärfe der Klinge. Die Übergänge zwischen den Hieb- und den Stichwaffen sowie den Schlagwaffen sind oft fließend, da beispielsweise Degen, Säbel oder Schwerter sowohl zum Hieb als auch zum Stechen oder zum Hiebfechten eingesetzt werden können. Hellebarden und viele andere Waffen verbinden verschiedenen Funktionen dadurch, dass sie aus mehreren Klingen mit verschiedener Wirkungsweise zusammengesetzt sind. Auch eine typische Schlagwaffe wie der Streitkolben kann mit Klingen versehen sein und somit als Hiebwaffe eingesetzt werden.
- Beispiele für Hiebwaffen sind:
  - zur Ordnung der  Griffwaffen:  Säbel, Schwerter (auch Hiebschwert), Korbschläger, Glockenschläger, Haudegen, Sax, Katzbalger
  - zu anderen Gruppen: Streitaxt, Hellebarde (auch Helmbarte), Glefe

- Abgrenzungsbeispiel: Schlagwaffen oder Wurfwaffen wie beispielsweise Keulen zählen (mit wenigen Ausnahmen) nicht zu den Hiebwaffen.